# 相馬保夫
相馬 保夫（そうま やすお、1953年3月 - ）は、日本の歴史学者。専門は、ドイツ近現代史。東京外国語大学名誉教授。

## 略歴
- 1975年3月　東京教育大学文学部卒業
- 1978年3月　東京大学大学院社会学研究科修士課程修了
- 1985年3月　東京大学大学院社会学研究科博士課程単位取得退学
  - 法政大学大原社会問題研究所 兼任研究員
- 1988年4月　鹿児島大学法文学部 助教授
- 1997年4月　鹿児島大学法文学部 教授
- 1998年4月　東京外国語大学外国語学部 教授
- 2009年4月　同総合国際学研究院 国際社会部門 国際研究系 教授（大学院重点化に伴う配置換え）
- 2018年3月　東京外国語大学定年退職、名誉教授

## 編著書
- 共著『労働者文化と労働運動──ヨーロッパの歴史的経験』（木鐸社、1995年12月）（小沢弘明・佐伯哲朗・土屋好古と共著）
- 「ヴァイマル共和国の労働者文化──研究の現状」『大原社会問題研究所雑誌』391号、pp.1-19、1991年6月
- 「アメリカニズムとヴァイマル期労働者文化──フォーディズムと社会主義」増谷英樹・伊藤定良編『越境する文化と国民統合』（東京大学出版会）、pp. 57-78、1998年5月